# Valentin-Ilie Făgărășian
Valentin-Ilie Făgărășian (n. 16 februarie 1969, Codlea, Brașov, România) este un deputat român, ales în 2020 din partea PNL. Acesta este membru al Partidului Național Liberal din 1992 și activează în filiala PNL Diaspora Italia. Valentin Făgărășian este actual deputat în Camera Deputaților, Parlamentul România, cu funcția de Vicepreședinte în Comisia Românilor din Afara Granițelor Țării.